# Gao Min (schoonspringster)
Gao Min (Zigong, 7 september 1970) is een Chinese schoonspringster. Ze won gouden medailles op de Olympische Zomerspelen van 1988 en 1992 op de 3-meterplank.
Gao Min werd verkozen tot de beste schoonspringster van het jaar door het Amerikaanse blad Swimming World van 1987 tot 1989 en tot Schoonspringster van het Jaar voor zeven achtereenvolgende jaren, van 1986 tot 1992.
1920 Aileen Riggin · 
1924 Elizabeth Becker · 
1928 Helen Meany · 
1932 Georgia Coleman · 
1936 Marjorie Gestring · 
1948 Victoria Draves · 
1952 Patricia McCormick · 
1956 Patricia McCormick · 
1960 Ingrid Krämer · 
1964 Ingrid Engel-Krämer · 
1968 Sue Gossick · 
1972 Micki King · 
1976 Jennifer Chandler · 
1980 Irina Kalinina · 
1984 Sylvie Bernier · 
1988 Gao Min · 
1992 Gao Min · 
1996 Fu Mingxia · 
2000 Fu Mingxia · 
2004 Guo Jingjing · 
2008 Guo Jingjing ·
2012 Wu Minxia ·
2016 Shi Tingmao ·
2020 Shi Tingmao ·
2024 Chen Yiwen